# Румбах
Румбах (њем. Rumbach) општина је у њемачкој савезној држави Рајна-Палатинат. 
Једно је од 84 општинска средишта округа Југозападни Палатинат. Према процјени из 2010. у општини је живјело 472 становника. Посједује регионалну шифру (AGS) 7340039.

## Географски и демографски подаци
Румбах се налази у савезној држави Рајна-Палатинат у округу Југозападни Палатинат. Општина се налази на надморској висини од 233 метра. Површина општине износи 14,8 km². У самом мјесту је, према процјени из 2010. године, живјело 472 становника. Просјечна густина становништва износи 32 становника/km².